# Oclusiva labiodental sonora
La consonante oclusiva labiodental sonora es un sonido consonántico poco frecuente en las lenguas habladas. El símbolo del Alfabeto fonético internacional es [b̪] y está compuesto de dos partes: el símbolo de una consonante oclusiva bilabial sorda y el diacrítico que indica una consonante dental

## Características
Características de la oclusiva labiodental sonora:
- Su modo de articulación es oclusivo, es decir que se produce al obstruir el aire del conducto vocal
- Su punto de articulación es labiodental, que significa que es articulada uniendo los dientes de la mandíbula superior con los labios inferiores.
- Su tipo de fonación es sonora, es decir que las cuerdas vocales vibran en el momento de la articulación.
- Es una consonante oral, que significa que el aire solamente sale por la boca.
- Es una consonante central, que significa que es producida permitiendo al aire fluir por la mitad de la lengua, en vez de los lados.
- La iniciación es egresiva pulmónica, que significa que es articulada empujando el aire de los pulmones y a través del tracto vocal, en vez del glotis o la boca.

## En otros idiomas
La oclusiva labiodental sonora no es un fonema en ningún idioma, sin embargo sucede de manera alófona en:
El idioma austronesio Sika, este sonido se emite como un alófono de la vibrante labiodental en pronunciación lenta.
El dialecto XiNkuna del Tsonga tiene las africadas [p̪͡f] (Africada labiodental sorda) y [b̪͡v] (Africada labiodental sonora) (es decir, [ȹ͡f] y [ȸ͡v]), mientras que la bilabial-labiodental africada [p͡f] del alemán es exclusivamente labiodental.
- Datos: Q519565